# Cephalophorus ogilbyi ogilbyi
Il cefalofo di Fernando Po (Cephalophorus ogilbyi ogilbyi (Waterhouse, 1838)), sottospecie nominale del cefalofo di Ogilby, è un cefalofo originario dell'Africa centrale, presente sull'isola di Bioko (nota in passato come Fernando Po) e, sul continente, nel sud-est della Nigeria e nel sud-ovest del Camerun, dove abita le foreste pluviali tropicali di pianura e di altopiano. Presenta una colorazione bruno-dorata con una striscia dorsale nera; caratteristico è il rigonfiamento della parte anteriore della testa. Le informazioni sulle sue abitudini di vita sono piuttosto scarse. Venne descritto per la prima volta nel 1838 e nel corso del XX secolo gli furono assegnate due sottospecie, il cefalofo dalle zampe bianche e il cefalofo di Brooke; attualmente, però, quest'ultimo viene considerato una specie a sé, o addirittura tutte e tre le sottospecie vengono trattate come specie indipendenti che formano un complesso di specie. Il cefalofo di Fernando Po è considerato «vulnerabile» (Vulnerable).

## Descrizione

### Aspetto
Il cefalofo di Fernando Po presenta una lunghezza testa-corpo di circa 90 cm, più una coda lunga circa 15 cm. L'altezza al garrese è di circa 56 cm e il peso è compreso tra 18 e 20 kg. Esteriormente somiglia molto all'altra sottospecie di cefalofo di Ogilby, il cefalofo dalle zampe bianche (C. o. crusalbum), e al cefalofo di Brooke (Cephalophorus brookei), con cui il cefalofo di Ogilby è strettamente imparentato. Il dorso è arcuato, come quello di tutti i cefalofi, le zampe sono lunghe e, soprattutto gli arti posteriori, sono estremamente forti. Il manto è caratterizzato da un colore dal marrone dorato intenso al mogano; la parte posteriore è più fortemente colorata rispetto ai fianchi. In generale, il cefalofo di Fernando Po appare più scuro del cefalofo di Brooke. Il collo e la nuca hanno peli più sottili, di colore bruno, e presentano anche una zona di peli diretti in senso contrario. Sul collo inizia una zona dai peli più scuri che diventa più spessa sulle spalle e si sviluppa in una stretta striscia scura lungo la linea mediana della schiena. Questa arriva fino alla radice della coda, ma in alcuni individui è visibile solo dal centro della schiena ed è larga fino a 3 cm. I lati del ventre sono di colore marrone dorato chiaro e contrastano con i toni più scuri del dorso. Le zampe sono di colore simile al corpo, ma diventano più scure verso gli zoccoli, caratteristica che differenzia chiaramente questa sottospecie dal cefalofo dalle zampe bianche. Inoltre, sulle zampe anteriori possono esserci strisce orizzontali scure. Alla fine della coda c'è un ciuffo di peli grigi. Le guance sono dello stesso colore del corpo, ma il muso è nerastro e la fronte è marrone rossastro chiaro. Sulla sommità del capo c'è un rado ciuffo di peli di colore variabile dall'arancio chiaro al marrone scuro. Le orecchie sono grandi, lunghe circa 8,8 cm e contrassegnate da un bordo bianco. Le corna, presenti in entrambi i sessi, sono rivolte all'indietro e leggermente curvate verso l'interno, come quelle di tutti i cefalofi. Soprattutto nei maschi si distinguono per i caratteristici anelli trasversali nella metà inferiore. Le corna dei maschi sono lunghe in media 8,9 cm, mentre quelle delle femmine sono in genere leggermente più corte, intorno ai 6 cm.

### Caratteristiche del cranio

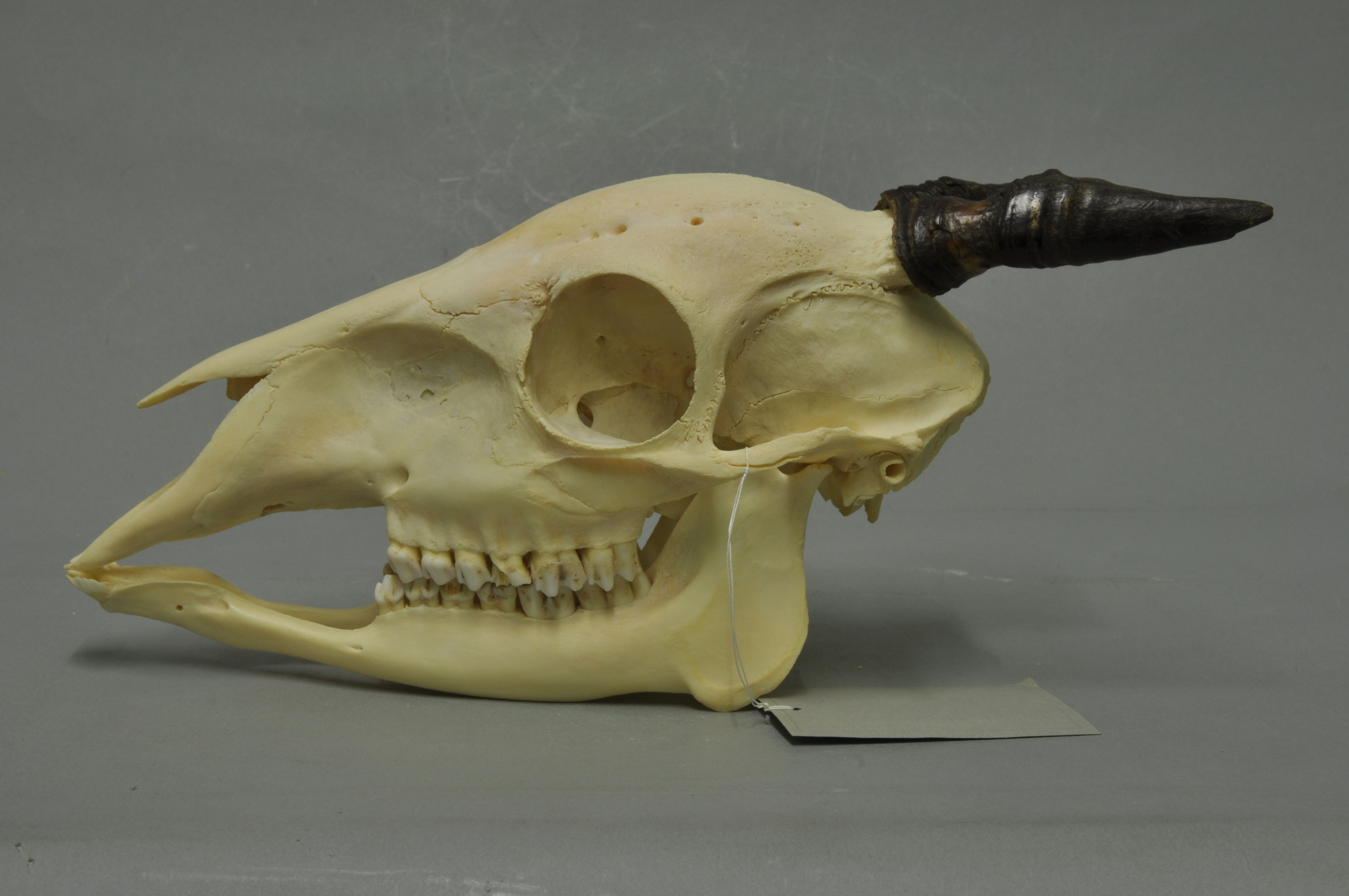
Cranio di cefalofo di Fernando Po

Il cranio è lungo circa 19,8 cm, di cui la zona davanti agli occhi occupa più di 10 cm. Nella zona delle arcate zigomatiche, che sono più ricurve che nel cefalofo nero (Cephalophorus niger), la larghezza del cranio è di 8,6 cm. Degno di nota è il notevole rigonfiamento della regione della fronte dietro la sutura osso nasale-osso frontale. Tuttavia, questo non risalta così chiaramente se visto di lato. La dentatura è composta da 32 denti, come quella di tutti i Bovidi, la formula dentaria è: {\displaystyle {\frac {0.0.3.3}{3.1.3.3}}}. La fila dei denti superiori è lunga in media 5,7 cm.

## Distribuzione e habitat

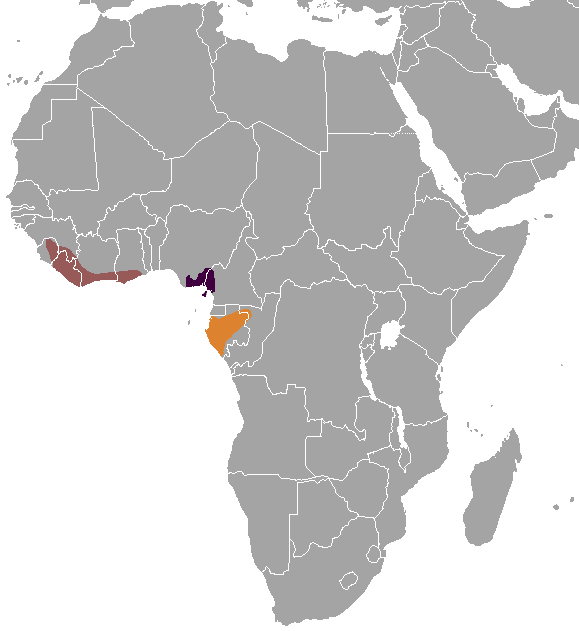
Cefalofo di Fernando Po
Cefalofo di Brooke
Cefalofo dalle zampe bianche

Il cefalofo di Fernando Po è diffuso nell'Africa centrale e si incontra principalmente sull'isola di Bioko nel Golfo di Guinea. Sul continente, il suo areale si estende dalla Nigeria orientale ad est del Cross River fino al Camerun sud-occidentale. Abita le foreste pluviali sempreverdi umide di pianura, ma a Bioko è stato osservato anche nelle foreste montane fino a 2260 m di altitudine nella zona di vegetazione dominata da Schefflera. Sull'isola è stata stimata una densità di popolazione compresa tra 10 e 13 individui per chilometro quadrato. Sulla terraferma, le cifre variano, passando dai 4,5-6,3 individui per chilometro quadrato nel parco nazionale Korup, nel sud-ovest del Camerun, agli 1,6-2 del parco nazionale Cross River, nel sud-est della Nigeria, un'area relativamente vasta. Sulla base di altre rilevazioni, invece, è stata stimata una densità di circa 2 esemplari per chilometro quadrato nelle aree dove l'animale è frequente e di 0,2 dove è raro. Probabilmente la popolazione complessiva ammonta a 12000 esemplari, di cui circa 1600 nel parco nazionale Cross River.

## Biologia
Le abitudini di vita del cefalofo di Fernando Po non sono state ancora studiate a fondo. Conduce un'esistenza solitaria e in genere le uniche coppie sono quelle formate dalla madre con il piccolo. La maggior parte delle attività diurne ha luogo poco dopo l'alba (dalle 06:30 alle 11:00) e poco prima del tramonto (dalle 16:00 alle 19:00). Le ore centrali della giornata e la notte vengono trascorse dormendo e l'animale si reca in appositi luoghi di riposo per la notte. Ciascun esemplare occupa un proprio territorio che, secondo le osservazioni di un maschio nel parco nazionale Korup, è di circa 10,6 ettari e si sovrappone a quelli di altri individui nelle aree periferiche. Tuttavia, non è chiaro se questi animali siano territoriali. La zona centrale del territorio serve esclusivamente da zona di riposo e vi sono anche alcuni punti deputati alla defecazione. I cefalofi vagano per il proprio territorio in cerca di cibo, ma non sappiano nulla sulle loro abitudini alimentari e riproduttive. Gli studiosi presumono che la riproduzione non segua variazioni stagionali. È possibile che gli esemplari dell'isola di Bioko, dove la densità di individui è maggiore che sulla terraferma, presentino una struttura sociale più complessa. Uno dei modi con cui questi animali comunicano tra loro è attraverso un forte richiamo – una sorta di wheet.

## Conservazione
La IUCN elenca il cefalofo di Fernando Po nella categoria «vulnerabile» (Vulnerable). È oggetto di una caccia intensa, soprattutto sull'isola di Bioko, e la carne viene poi venduta ai mercati locali come bushmeat. Studi condotti negli anni '90 hanno dimostrato che ogni anno sui mercati venivano venduti circa 3200 esemplari, corrispondenti a circa 1,6 esemplari uccisi per chilometro quadrato. Dato un tasso di crescita della popolazione ipotizzato di 2 nascite per chilometro quadrato, tale prelievo è considerato insostenibile. In alcune regioni dell'isola, il cefalofo di Fernando Po era la quarta specie più cacciata. All'inizio del XXI secolo, uno studio durato 33 mesi nel nord dell'isola contò circa 209 animali uccisi per il mercato del bushmeat. Anche sul continente la popolazione è stata notevolmente ridotta dalla caccia. La sottospecie è presente in diverse riserve naturali, come il parco nazionale Cross River in Nigeria e il parco nazionale Korup in Camerun. A Bioko questi animali sono presenti nella Reservat Gran Caldera de Luba a sud e nella Reservat Pico Basile al centro dell'isola. Quest'ultima soprattutto è particolarmente importante per la sopravvivenza della specie sull'isola.